# Willy Messerschmitt
Wilhelm Emil Messerschmitt (n. 26 iunie 1898, Frankfurt pe Main – d. 15 septembrie 1978, München) cunoscut ca "Willi" sau "Willy", a fost un inginer german, care a proiectat și produs avioane.
Cel mai cunoscut model de avion proiectat de el a fost Messerschmitt Bf 109, produs în colaborare cu Walther Rethel. Modelul a fost cel mai important vânător și nu numai a Luftwaffe în al doilea război mondial, când au fost produse peste 35 000 de unități. Primul avion produs a fost numit Me Bf 109, și a deținut recordul mondial de viteză pentru mult timp. Alt model, care a fost un real succes s-a numit Messerschmitt Me 262 Schwalbe (română rândunica), primul avion de vânătoare cu reacție.

## Tinerețe
Wilhelm Messerschmitt a fost fiul lui Ferdinand și Anna Marie Messerschmitt, baptiști de confesiune, care aveau o afacere de comercializare de vinuri.
În tinerețe leagă o prietenie cu pilotul de avioane Friedrich Hart, iar când acesta se înrolează, Messerschmitt continuă munca la planorul S5, unul din avioanele proiectate de Hart. În 1917 Messerschmitt se înrolează la rândul său. După război, cei doi colaborează din nou  și continuă munca începută; între timp Willy Messerschmitt începe studiul la Colegiul Tehnic din München, iar Hart intră la uzina BFW (Bayerische Flugzeugwerke). În 1921 planorul S8 construit de amândoi în 1921 bate (neoficial) recordul mondial la durata de zbor. În același an, Messerschmitt proiectează singur primul său planor, denumit S9.

## Începuturile carierei
În 1923 Hart și Messerschmitt decid să se despartă și să își continuie drumul pe căi diferite. Messerschmitt își fondează propria sa companie de avioane la Augsburg. La început produce numai planoare, dar după 2 ani progresează via motoare planoare, către avioane ușoare și de agrement. Această activitate culminează cu modelele Me17 și Me18, modele pe care le vinde către BFW în 1927 atunci când guvernul landului Bavaria încurajează  fuziunea dintre cele 2 companii. Aceste modele sunt urmate de M20, un avion ușor de transport care se dovedește un dezastru pentru Willy și BFW: în urma coliziuni a 2 avioane de acest tip, compania Lufthansa, renunță la comenzi. Acest fapt are consecințe dezastruoase pentru compania BFW care intră în stare de faliment în 1931. Cu acest accident, Messerschmitt își face un dușman, în persoana lui Erhard Milch, directorul companiei Lufthansa, care în accident pierde un prieten apropiat.

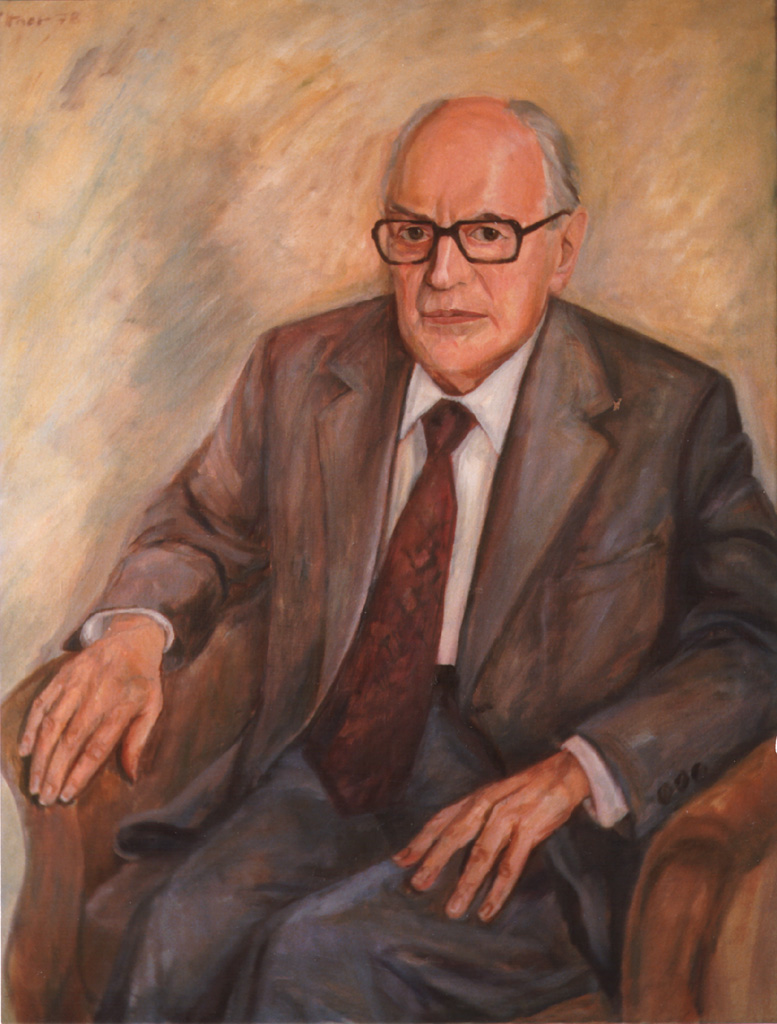
Willy Messerschmitt

## Germania și al Doilea Război Mondial
În 1933 începe instaurarea guvernului nazist în Germania, iar Ministerul Aviației (germană Reichsluftfahrtministerium) îi revine lui Milch. Acest fapt se traduce prin reînvigorarea industriei germane de aviație, inclusiv firma BFW. Colaborarea cu Robert Lusser duce la proiectarea avionului care avea să aducă relansarea companiei, un monoplan sport Me 37, cunoscut însă sub numele de Bf 108 Taifun, model care va sluji mai târziu pentru Bf 109, un avion de vânătoare care va incorpora multe îmbunătățiri. Cu toate acestea, numai prieteniile pe care Messerschmitt le leagă cu Rudolf Hess și Hermann Göring îl salvează pe Willy în fața contractelor atribuite de Milch în favoarea unui adversar al său, Hugo Junkers. Făra știrea lui Milch, Messerschmitt semnează cu România contracte pentru vânzarea Me37, și a unui avion de transport Me36. Atunci cind Milch află de acest contract și îl denunță ca trădător, Gestapo îi trimite o citație pentru clarificare. Probabil intervenția lui Theo Croneiss (omul de legătură cu Göring) îl salvează, și nu se mai înregistrează nici o altă acțiune împotriva lui.
În 1936 Messerschmitt 109, câștigă net lupta cu ceilalți competitori pentru avionul de vânătoare al Luftwaffe. Messerschmitt și fabrica sa vor juca un rol important în înarmarea aeriană a Germaniei mai ales atunci când modelul Bf 110 a câștigat un alt concurs pentru avioanele de vânătoare. În 1938 Messerschmitt este ales director și manager la BFW, companie, redenumită Messerschmitt AG. În același an, compania a început lucrul la tipurile de avioane Me262, Me210 și Me410. Producția avionului Me210 a fost un adevărat fiasco pentru companie, datorită problemelor de dezvoltare.

## După război
Ca urmare a victoriei forțelor Aliate asupra Germaniei naziste în cel de al Doilea Război Mondial, Messerschmitt este judecat pentru activitatea sa pronazistă de un tribunal de denazificare  și condamnat la închisoare pentru folosirea deținuților în condiții de sclavagie. După doi ani de pușcărie a fost eliberat cu condiția să nu mai lucreze la fabricarea de avioane. Messerschmitt s-a reprofilat iar compania sa a început să producă prefabricate pentru locuințe, mașini de cusut și mașini mici - notabil fiind modelul Messerschmitt Kabinenroller. El proiectează motorul Hispano HA200, pentru Aviacion Spania în 1952 înainte de a i se permite reîntoarcerea la producția de avioane Fiat G91 și F104 Starfighter pentru Germania de vest.
1963 este anul începerii colaborării cu Bölkow, iar apoi în 1969 cu Hamburger Flugzeugbau. Cu această ocazie, firma Messerschmitt AG devine MBB (acronim pentru Messerschmitt-Bölkow-Blohm), cu Messerschmitt la conducere până în 1970 atunci când se retrage.
În 1978 moare într-un spital din München.